# 임창순
임창순(任昌淳, 1914년 ~ 1999년 4월 12일)은 대한민국의 한학자, 역사학자, 금석학자, 서예가이다. 호는 청명(靑溟)이다.

## 생애
충북 옥천에서 출생하였다. 정식 교육을 받지 못하고, 14세 때 서당에 들어가 6년 간 수학하였다. 중등학교 자격시험을 통해 교사가 되었으며, 1946년 대구사범대, 1952년 동양의약대학의 교수직을 거쳐 성균관대 사학과 교수가 되었다. 대한민국에서는 금석문과 한학에서 당대 최고로 불렸으며, 후학의 양성에도 힘써 여러 제자를 배출하였다. 1998년에는 남은 재산을 출연하여 청명문화재단을 건립하였다.
특히 1969년부터는 국립중앙도서관에서 구성한 고서위원회에 참여하였으며, 1945년 구입한 《규원사화》 고서에 대하여 1972년 11월 3일, 당시 국립중앙도서관 고서심의의원이었던 이가원(李家源), 손보기(孫寶基)와 함께 조선 중기에 씌여진 진본임을 확인하고 인증서를 작성하여 국립중앙도서관의 직인으로 인증하였다.

## 상훈
- 1979년 보관문화훈장
- 1995년 한국정신문화연구원 한국학대학원 명예문학박사

## 저서
- 《당시정해(唐詩精解)》
- 《한국금석집성》(1984)
- 《한문강좌(漢文講座)》(1993) 외 다수.

## 임창순상
임창순상은 민족문화의 체계적 해명 또는 창의적 계발에 기여한 학문적-문화적 연구자, 그리고 민주공동체의 민주적-평화적 발전에 공헌한 사회 정치적 실천가들의 업적을 기리기 위한 상이다. 특히 임창순 선생이 평생 추구했던 평등·자유·인권의 실현과 평화·통일의 촉진에 학술 또는 실천에 기여한 개인이나 단체에 시상한다.
|            | 수상자                        |
| ---------- | ----------------------------- |
| 1회        | 이이화                        |
| 2회 2007년 | 한승헌                        |
| 3회 2008년 | 신영복                        |
| 4회 2009년 | 김수행                        |
| 5회 2010년 | 전무배                        |
| 6회 2011년 | 사단법인 우리민족서로돕기운동 |
| 7회 2012년 | 민족문제연구소                |
| 8회 2013년 | 김금수                        |